# Zoolea gigas
Zoolea gigas es una especie de mantis de la familia Mantidae.

## Distribución geográfica
Se encuentra en Venezuela.